# Sympycnus bernardi
Sympycnus bernardi är en tvåvingeart som först beskrevs av Vaillant 1953.  Sympycnus bernardi ingår i släktet Sympycnus och familjen styltflugor. Inga underarter finns listade i Catalogue of Life.